# Pristiphora compressa
Pristiphora compressa är en stekelart som först beskrevs av Hartig 1837.  Pristiphora compressa ingår i släktet Pristiphora, och familjen bladsteklar. Arten är reproducerande i Sverige.